# Авика Гор
Авика Гор (енгл. Avika Gor) је индијска глумица. У Србији, позната је као Ананди из сапунице „Мала невеста“ и Роли из „Симар“. Авика је похађала интернационалну школу „Ryan“ у Мумбају. Почела је да глуми када је добила улогу Ананди захваљујући којој је добила награду за најбољу глумицу и награду за најбољег дечјег уметника. Она је 2010. године учествовала у „Кухињи првака“ и од 2011. године глуми у Симар па до данас која се емитује на Colors TV.

## Филмографија
| Улоге Авика Гор |              |               |        |          |
| Година          | Српски назив | Изворни назив | Улога  | Напомена |
| 2011–2016       | Симар        |               | Роли   |          |
| 2008–2010       | Мала невеста |               | Ананди |          |